# BTR-80
BTR-80 – rosyjski transporter opancerzony produkowany przez Arzamaską Fabrykę Maszyn, opracowany na przełomie lat siedemdziesiątych i osiemdziesiątych. Jego produkcję seryjną uruchomiono w 1984 roku. Stanowi ulepszoną wersję transportera BTR-70.

## Historia
W 1976 roku rozpoczęto produkcję transportera opancerzonego BTR-70. W następnych latach stał się on podstawowym pojazdem jednostek piechoty zmechanizowanej operujących w Afganistanie. BTR-70 był wozem lepszym niż BTR-60, którego zastąpił, ale okazało się, że nadal ma pewne wady. Pojazd posiadał skomplikowany system napędowy składający się z dwóch silników, co zwiększało prawdopodobieństwo awarii. Krytycznie oceniano rozmieszczenie włazów do przedziału desantowego i ich niewielkie rozmiary. Dodatkowo okazało się, że maksymalny kąt podniesienia uzbrojenia jest zbyt niski i niemożliwe jest zwalczanie celów położonych na stokach gór czy dachach budynków.
Napływające z Afganistanu meldunki spowodowały opracowanie zmodernizowanej wieży dla BTR-70, w której maksymalny kąt podniesienia karabinów maszynowych zwiększono do 60°, oraz rozpoczęcie prac nad jego głęboko zmodernizowana wersją pozbawioną pozostałych wad. Pierwsze prototypy nowego wozu powstały na przełomie lat 70. i 80. XX wieku. W następnych latach trwało udoskonalanie pojazdu i w 1984 roku rozpoczęto produkcję nowego transportera, który otrzymał wojskowe oznaczenie BTR-80.
BTR-80 jest napędzany pojedynczym silnikiem wysokoprężnym. Uzbrojenie jest umieszczone w wieży identycznej z zastosowaną w późnych BTR-70. BTR-80 jest pierwszym radzieckim ośmiokołowym transporterem opancerzonym, który otrzymał duże boczne drzwi przedziału desantowego.
Obecnie BTR-80 jest używany w państwach powstałych po rozpadzie ZSRR.

## Opis konstrukcji

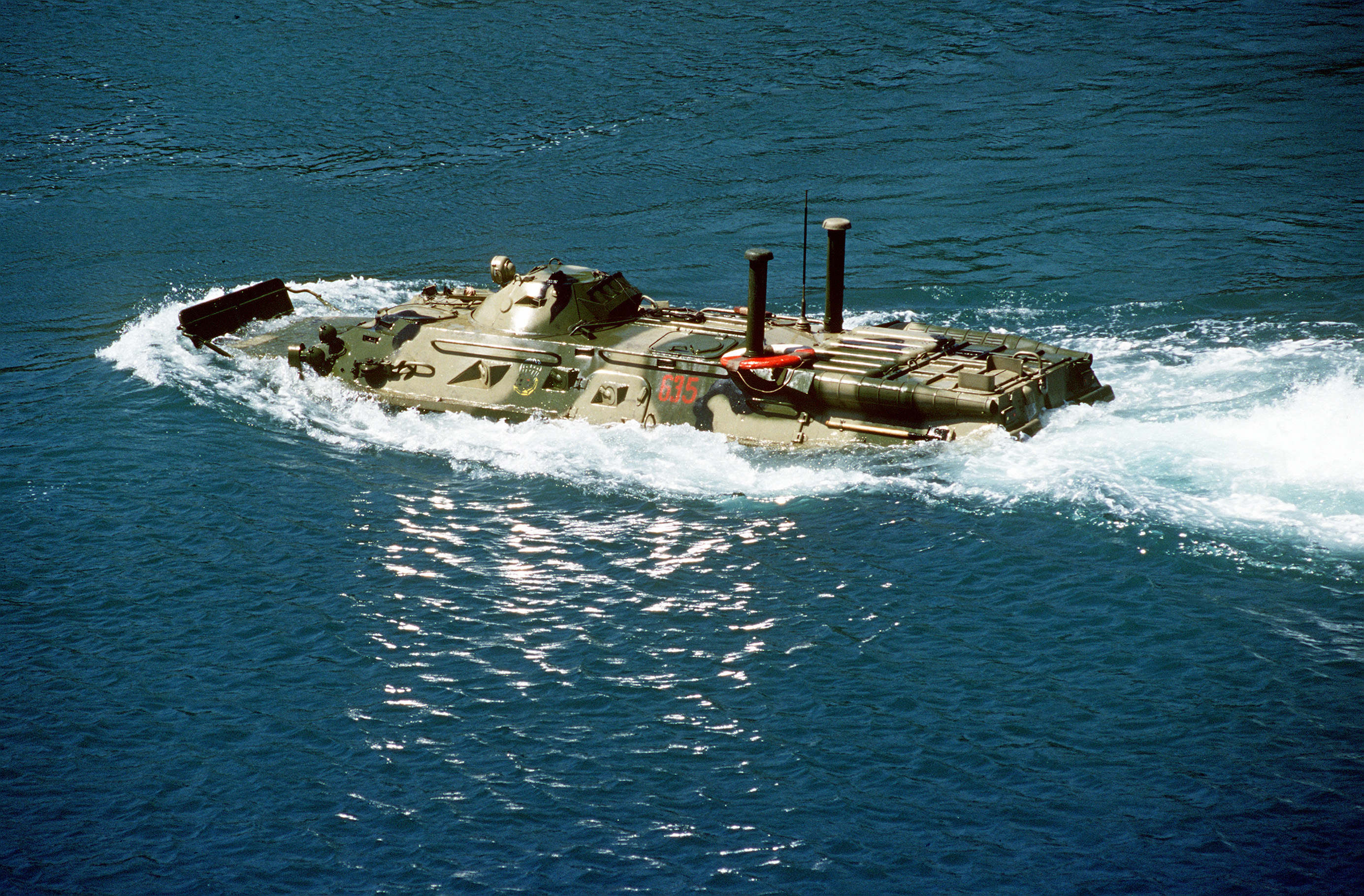

Transporter ma w przedniej części nadwozia przedział załogowy, w tylnej zaś – napędowy. Stanowisko kierowcy znajduje się w przedniej części kadłuba, po lewej stronie, a dowódcy – obok niego, po prawej stronie. Żołnierze desantu mają miejsca wzdłuż ścian pojazdu i siedzą twarzą do siebie. Wejście do wozu odbywa się przez dwoje drzwi, umieszczonych pomiędzy kołami drugiej i trzeciej osi. Są one dzielone, ich górna część otwiera się w kierunku przodu, a dolna opuszcza się tworząc podest.
BTR-80  ma kadłub spawany z blach pancernych, które zabezpieczają wnętrze wozu przed pociskami kalibru 7,62 mm. Przednia część kadłuba jest wzmocniona, odporna na działanie pocisków kalibru 12,7 mm.
Transporter wyposażono w zmodernizowaną, autonomiczną wieżę BPU-1, uzbrojoną w 14,5 mm wielkokalibrowy karabin maszynowy KPWT i 7,62 mm karabin maszynowy PKT (podobnie jak w BTR-70), przy czym zwiększono do +60° kąt ostrzału KPWT. Ponadto wprowadzono dzienny celownik 1P3-6 o powiększeniu 1,2x oraz 4x oraz pasywno-aktywny noktowizor TPN3-42 (o powiększeniu 5,5x), który jest wykorzystywany w warunkach złej widoczności. Noktowizor, sprzężony z reflektorem podczerwieni OU-5, ma zasięg obserwacji do 900 m. W tylnej części wieży, na stropie, zamontowano 6 wyrzutni granatów dymnych.
Napęd transportera zapewnia ośmiocylindrowy, turbodoładowany silnik KamAZ 7403 o mocy 190 kW. Z silnikiem współpracuje skrzynia biegów o pięciu przełożeniach do przodu i jednym wstecznym. Skrzynia biegów jest sterowana ręcznie za pomocą cięgien. Współpracuje z nią dwubiegowa skrzynia redukcyjna, pełniąca również funkcję mechanizmu różnicowego – międzyosiowego. Ze skrzyni rozdzielczej moment obrotowy jest przenoszony wałami do blokowanych mechanizmów różnicowych osi i dalej na koła. Układ kierowniczy wozu (hydraulicznie wspomagany) działa na koła dwóch przednich osi, natomiast układ hamulcowy (hydrauliczny) – na hamulce bębnowe wszystkich kół.
BTR-80 jest transporterem pływającym. Napęd na wodzie zapewnia mu jeden mechanicznie napędzany pędnik, umieszczony w osi wzdłużnej pojazdu. Wykonywanie skrętów wozu na wodzie zapewniają dwie kierownice umieszczone za śrubą pędnika.
W latach 1993–1994 do armii rosyjskiej wprowadzono nową odmianę BTR-80 oznaczoną BTR-80A, w którym m.in. zastosowano turbodoładowany silnik JaMZ-238M2 o zapłonie samoczynnym i nową, jednoosobową, stalową wieżę. Na jej stropie zamontowano 30 mm armatę automatyczną 2A72, sprzężoną z 7,62 mm karabinem maszynowym PKT, a po obu stronach armaty – po trzy wyrzutnie granatów dymnych. Armata nie jest stabilizowana. Zasilanie działa odbywa się z dwóch taśm (o pojemności 300 nabojów), przy czym w jednej znajdują się naboje przeciwpancerne, a w drugiej – odłamkowo-burzące. Mechanizm naprowadzania armaty – elektryczny. Konstrukcja wieży umożliwia naprowadzanie armaty w płaszczyźnie pionowej do 70°.

## Wersje

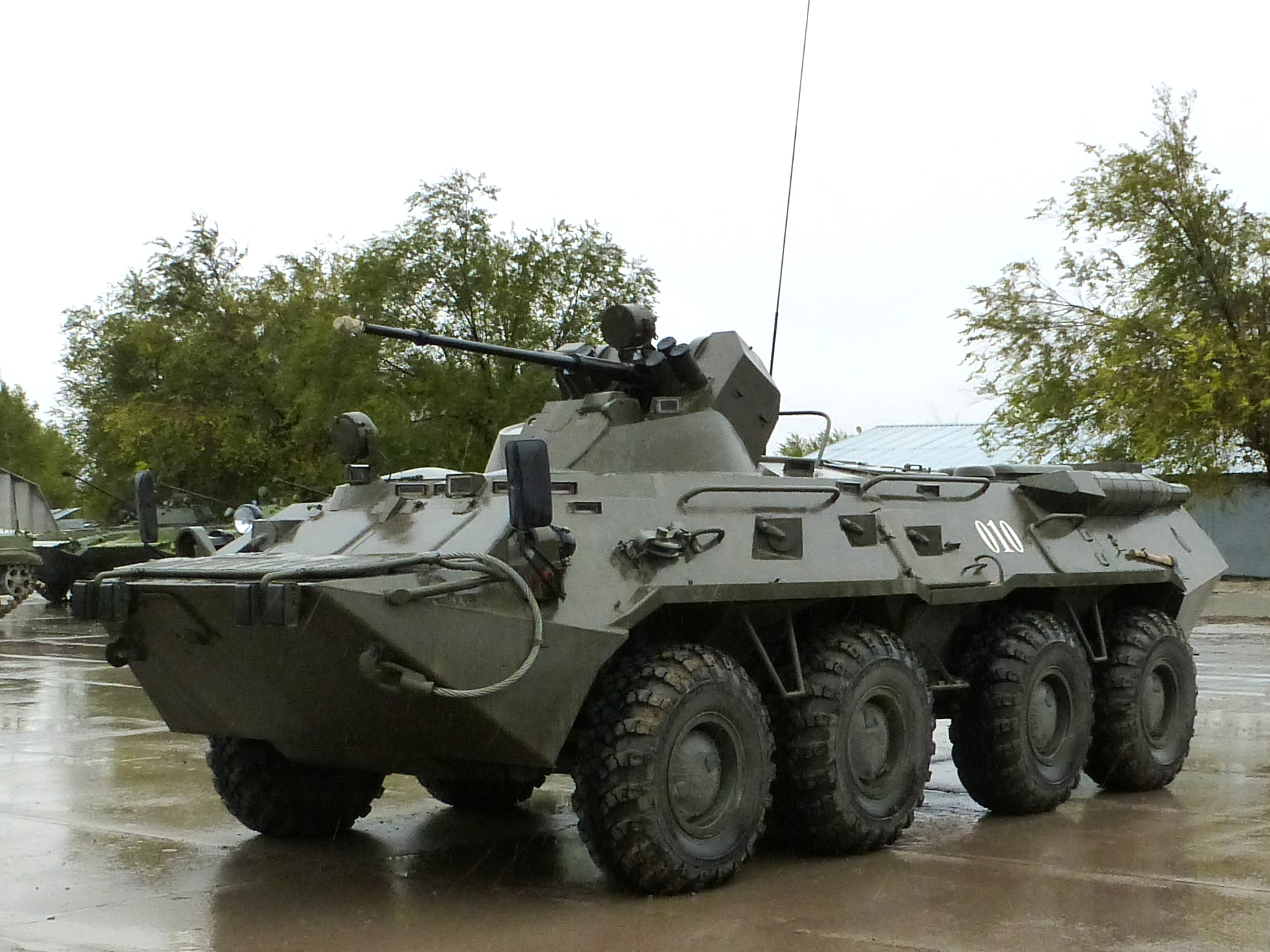
BTR-80A

- BTR-80 – transporter opancerzony. Wersja podstawowa.
- BTR-80K – wóz dowodzenia batalionu. Zewnętrznie jest identyczny z wozami liniowymi. Dodatkowe wyposażenie obejmuje dwie radiostacje R-173, dwie radiostacje przenośne R-159, układ nawigacji inercyjnej TNA-4, układ IFF, peryskopową busolę artyleryjską PAB-2M oraz dodatkowy przyrząd obserwacyjny TNP-165A.
- BTR-80-K1Sz1 – podwozie bazowe, na którym montowane może być różnorodne wyposażenie elektroniczne (radiostacje, radioprzekaźniki); w tym celu powiększono przednią część kadłuba oraz zamontowano w jego tylnej części agregat prądotwórczy AB-4U-P28,5-1V[1].
  - Kuszetka-B – wóz dowódczo-sztabowy szczebla pułk/dywizja (przeznaczony do zabezpieczenia łączności i dowodzenia wojskami na szczeblu pułk-dywizja) na podwoziu BTR-80-K1Sz1.
- RChM-4-01 – wóz rozpoznania skażeń.
- 2S23 Nona-SWK – samobieżny moździerz kalibru 120 mm o donośności 12,8 km (ładowanie działa odbywa się ręcznie; w wozie przewozi się 30 nabojów)[1].
- 1W152 – wóz dowodzenia dywizjonu lub baterii artylerii.
- BREM-K – wóz zabezpieczenia technicznego, wyposażony m.in. w: wyciągarkę, hol z wewnętrzną amortyzacją, rurową ramę o udźwigu 800 kg i aparat spawalniczy GD-304 UZ[1].
- BMM-1 – opancerzony ambulans przeznaczony do ewakuacji rannych.
- BMM-2 – opancerzony ambulans pełniący role batalionowego punktu medycznego.
- BMM-3 – opancerzony ambulans mieszczący polową salę operacyjną.
- BTR-80A – kołowy bojowy wóz piechoty uzbrojony w armatę 2A72 kalibru 30 mm i km PKT kalibru 7,62 mm. Działko umożliwia prowadzenie ostrzału okrężnego przy kącie podniesienia lufy od -5° do +70°. Pojazd dysponuje noktowizorem TPNS-42.
- BTR-80UP – modernizacja ukraińska z przeznaczeniem dla Iraku (2006). Zlikwidowano pędniki wodne, w zamian wzmocniono opancerzenie przodu i boków kadłuba i podniesiono moc silnika do 300 KM[2].

## Służba
BTR-80 przede wszystkim wszedł do służby w Armii Radzieckiej, a następnie w państwach powstałych po rozpadzie ZSRR.
W latach 1996–1999 roku Rosja przekazała 437 BTR-80 i 170 BTR-80A Węgrom w zamian za długi, z czego około połowa weszła do służby. Część z nich weszła do służby w jednostkach ochrony pogranicza MSW. 98 węgierskich BTR-80 zostało w 2006 roku, za pośrednictwem Bumaru, sprzedane dla nowej armii Iraku, po modernizacji na Ukrainie do wersji BTR-80UP, ze wzmocnionym opancerzeniem.